# Casa Mercier
La Casa Mercier (in francese Maison Mercier) è uno storico edificio di Losanna in Svizzera.

## Storia
I progetti dell'edificio vennero redatti a partire dal 1895 dall'architetto Francis Isoz, il quale ne supervisionò poi la costruzione tra il 1898 e il 1900 su commissione di Jean-Jacques Mercier, un importante uomo d'affari svizzero. Su commissione dello stesso Mercier, Isoz aveva lavorato qualche anno prima alla trasformazione del castello di Ouchy in un albergo. La mole dell'edificio gli valse all'epoca della sua costruzione l'appellativo di grattacielo.
L'edificio è iscritto nell'inventario svizzero dei beni culturali d'importanza nazionale. 

## Descrizione
L'edificio sorge nel quartiere degli affari di Losanna, non lontano dalla place Saint-François e di fronte al Lausanne Palace.
Presenta un'architettura neogotica.
L'immobile si sviluppa su 11 livelli per un totale di circa 6 000 m². I primi cinque piani formano un basamento sul fianco del pendio che scende fino al sottostante quartiere del Flon e sono parzialmente nascosti dagli edifici circostanti. I sovrastanti sei livelli, invece, si caratterizzano per una spiccata verticalità architettonica data dalla presenza di diversi pinnacoli e bovindi nonché dalle coperture.

## Galleria d'immagini

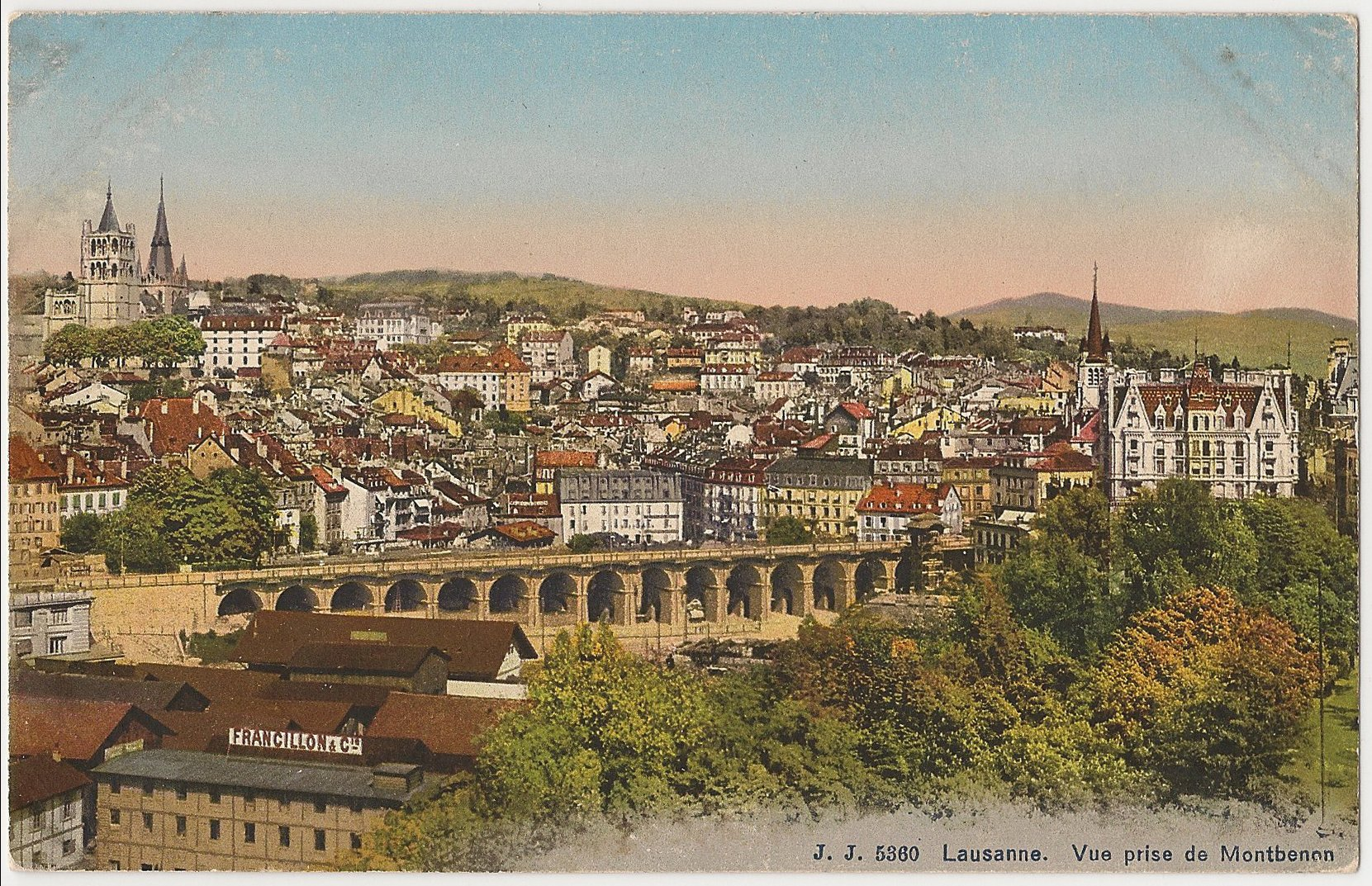
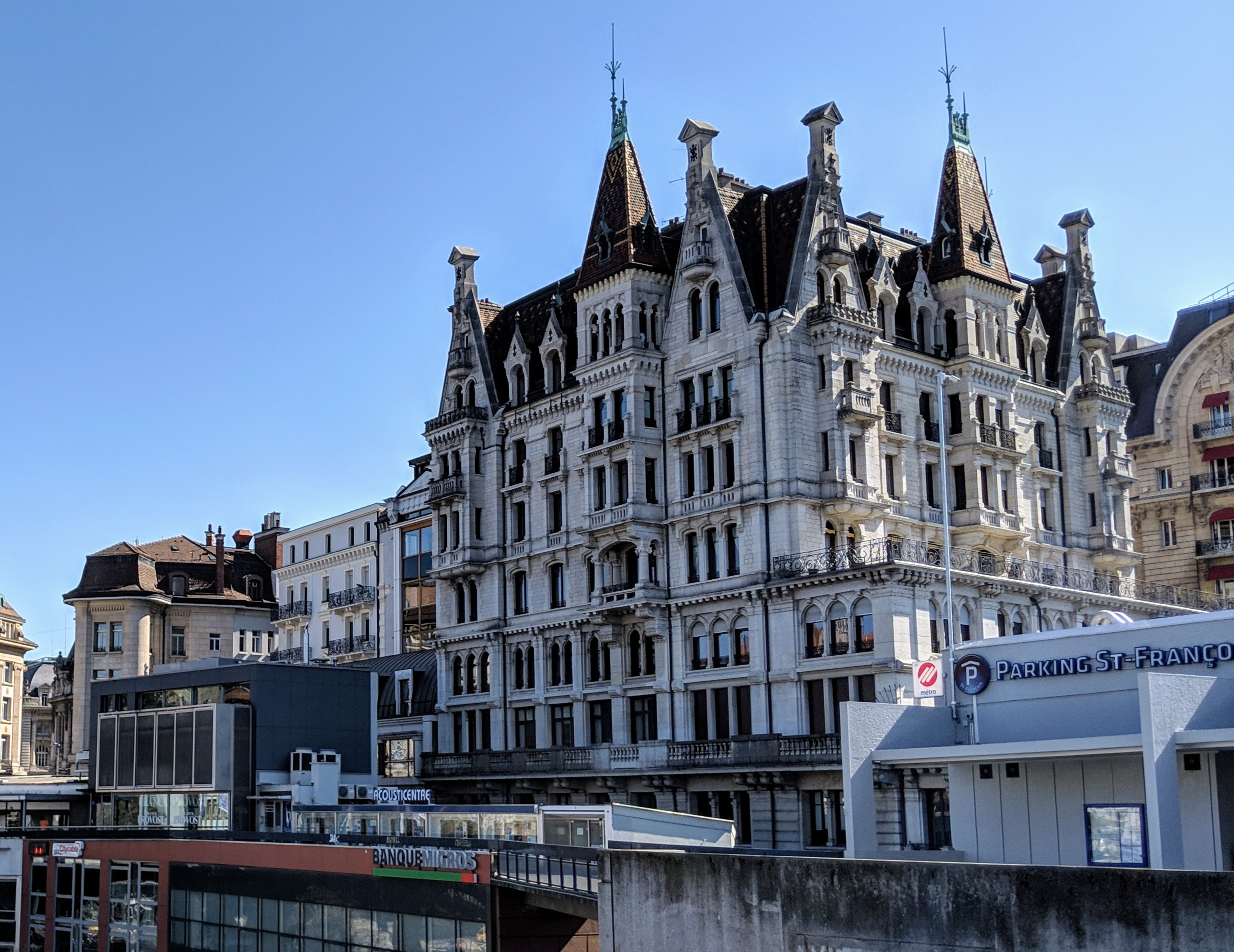
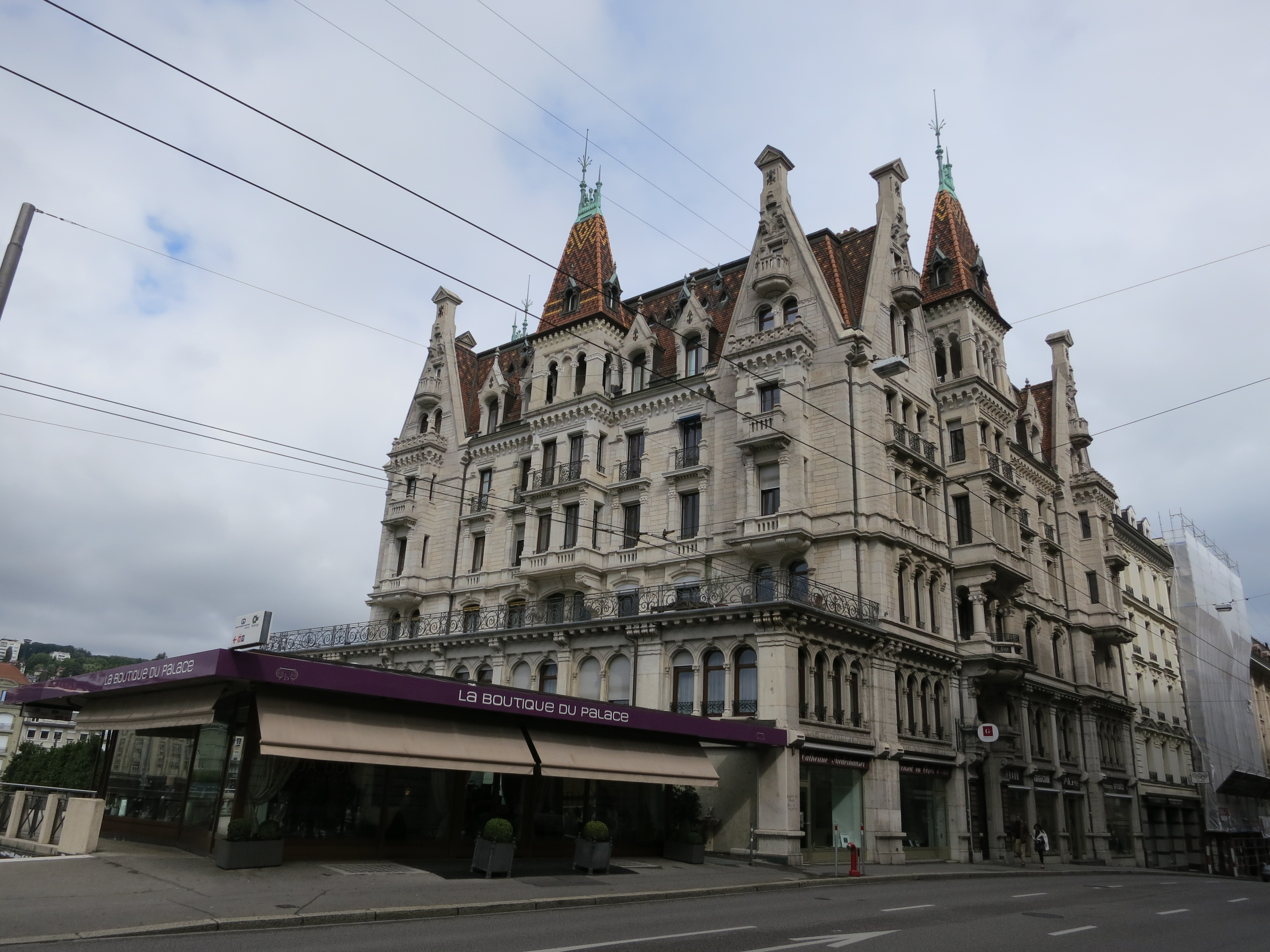